# Liévin
Liévin är en stad i norra Frankrike med 33 943 invånare. Staden ligger i länet Pas-de-Calais i regionen Hauts-de-France.
Borgmästare från 2020 är Laurent Duporge.  
Liévin är en gammal gruvstad i Pas-de-Calais, där dock kolgruvorna idag är uttömda och stängda.
Under första världskriget förstördes staden nästan helt men kom snabbt, främst tack vare stenkolsgruvorna, snart att återuppbyggas.

## Befolkningsutveckling
Antalet invånare i kommunen Liévin
| Referens: INSEE |